# 森川葵
森川葵（1995年6月17日—），日本女演員、時裝模特兒。出身於愛知縣，隸屬星塵傳播旗下。

## 經歷
2010年，當時15歲的森川參加了女性潮流雜誌《Seventeen》舉辦的「Miss Seventeen」模特兒甄選會，跟阿部菜渚美、西野實見、三吉彩花和北山詩織一起從5,575名報名者中脫穎而出，獲獎並成為該雜誌的專屬模特兒。其後由2015年4月號起從該雜誌畢業。
2015年，初次主演連續劇《Teddy Go!》。2016年4月，接任節目《A-Studio》第八代助理主持人。
2019年4月，擔任綜藝節目《真假驗證中》的班底，在探訪達人的單元中展現驚人才能，在各界達人的指導下，能在短時間內習得達人等級的相同技巧，被暱稱為「狂暴森川」、「寫輪眼少女」。
2023年11月，森川葵代表日本國家隊參加在韓國舉行的「2023競技疊杯亞洲錦標賽」，連奪「金銀銅」三項獎；分別為「3-6-3」團體接力25歲以上組別中獲得第一名，雙人25歲以上組別中獲得第二名，以及女子組別「3-6-3」中獲得第三名。

## 人物
- 除雙親之外家中另有一個哥哥、一個妹妹和兩個弟弟[3]。慣用手為左手。
- 個人興趣為喜歡不停變換髮型及髮色[4]。如在《玻璃蘆葦（日语：硝子の葦）》、《She（日语：She (テレビドラマ)）》等劇，短時間內出現長髮、中長髮、平頭與金髮及粉紅髮色等髮型。
- 喜歡蒐集相機（擁有約20台相機）。[5]
- 森川葵在中京電視台製作的節目《真假驗證中（日语：それって!?実際どうなの課）》中，每集拜訪不同達人，在短時間內跟達人們學習絕技。森川憑著一眼即學會的異稟，電視台取綽號為ワイルドスピード森川（Wild Speed 森川、狂速森川）。ワイルドスピード是電影玩命關頭的日文片名。
- 在網路上被戲稱為具有寫輪眼（出自漫畫火影忍者中，旗木卡卡西和宇智波一族寫輪眼的複製技能），被網友取了一些綽號，像：宇智波葵、旗木卡卡葵、拷貝忍者等等。也有網友用見稽古（出自刀語角色鑢七實的技能）、小無相功、姑蘇慕容以彼之道還施彼身、黑子的籃球中黃瀨涼太的複製技能.....來比喻。不過日文Yahoo熱搜關鍵字還是官方用的ワイルドスピード森川。

## 出演
主演以粗體標記

### 電視劇
- 愛情種子（日语：スプラウト (漫画)）（2012年7月7日－9月29日，日本電視台）：飾演 池之內實紅
- ×××HOLiC 第4至5集（2013年3月17日、24日，WOWOW）：飾演 雨童女
- 神之船（日语：神様のボート#テレビドラマ） 大結局（2013年3月24日，NHK BS Premium）：飾演 野島草子
- 35歲的高中生（2013年4月13日－6月22日，日本電視台）：飾演 衛藤瞳
- 水木茂的怪怪怪怪谈（2013年8月31日，富士電視台）：飾演 旁白／貓女 (鬼太郎)
- 刑事的目光 第6話（2013年11月11日，TBS）：飾演 三好夏希
- 不會結束的故事（2014年8月16日－23日，富士電視台）：飾演 一之瀬由美
- 對不起青春！（2014年10月12日－12月21日，TBS）：飾演 阿部余（阿部あまり）
- 玻璃蘆葦（日语：硝子の葦）（2015年2月21日－3月14日，WOWOW）：飾演 幸田梢
- She（2015年4月18日－5月16日，富士電視台）：飾演 奥村千里
- 虐待狂刑警 第6集（2015年5月16日，日本電視台）：飾演 水上香奈
- 想吃雜錦麵（2015年5月30日－8月1日，NHK）：飾演 岡倉洋子
- 表參道高校合唱部！（2015年7月17日－9月25日，TBS電視台）：飾演 引田里奈
- Teddy Go!（2015年10月10日－31日，富士電視台）：主演 山瀨和子
- 監獄學園（2015年10月－12月21日，TBS電視台）：飾演 綠川花
- 5個JUNKO（2015年11月21日－12月19日，WOWOW）：飾演 田邊絢子（高中時代）
- 追憶潸然（2016年1月18日－3月21日，富士電視台）：飾演 市村小夏
- 遺產繼承律師 柿崎真一（日语：遺産相続弁護士 柿崎真一）（2016年7月7日－9月22日，讀賣電視台）：飾演 丸井華（女主角）
  - 外傳「遺產繼承律師 丸井華」（日语：スピンオフ「遺産相続弁護士 丸井華」）（2016年8月19日(18日深夜)，讀賣電視台）：主演
- 華廈公主（日语：プリンセスメゾン）（2016年10月25日－12月13日，NHK BS Premium）：主演 沼越幸
- 下北澤die hard 第8集（2017年9月8日，東京電視台）：飾演 山田愛子
- 只是先出生的我（日语：先に生まれただけの僕）（2017年10月14日－12月16日，日本電視台）：飾演 矢部日菜子
- 狂賭之淵：飾演 早乙女芽亞里
  - 第一季（2018年1月15日－3月19日，MBS / TBS）
  - 第二季（2019年4月1日－4月29日 ，MBS / TBS）[6]
  - 雙（2021年3月26日－4月16日，Amazon Prime Video）：主演
- 更喜歡明天的你（日语：明日の君がもっと好き）（2018年1月20日，朝日電視台）：飾演 丹野香
- 風流韻事審查委員會 第6集「電影編」 (2018年6月4日，MBS / 6月6日，TBS）：飾演 平山彩乃
- 天才妙老爹之父（日语：バカボンのパパよりバカなパパ）（2018年6月30日－7月28日，NHK）：飾演
- GIVER 復仇的贈與者（日语：GIVER_復讐の贈与者）（2018年7月13日－9月29日，東京電視台）：飾演 TAKER（女主角）
- 文學處女（日语：文学処女）（2018年9月9日－10月28日，MBS）： 主演 月白鹿子
- 這本漫畫真厲害！ 第3集「歡迎加入NHK！」（2018年10月19日，東京電視台）：飾演 中原岬（女主角）[7]
- 設計師 澀井直人的休假（日语：デザイナー 渋井直人の休日） 第10集開始（2019年3月22日－4月5日，東京電視台）：飾演 [8]
- 可以不可以－彆扭大人的Share House－（日语：カカフカカ）（2019年4月25日－6月28日，MBS）：主演 寺田亞希[9]
- Villa Van!（日语：ヴィレヴァン! 名古屋が生んだ奇跡のギリギリな物語）（2019年5月14日－6月25日，NBN）：飾演 （RISA）
- Sign～法醫學者 柚木貴志的事件～（2019年7月11日－9月12日，朝日電視台）：飾演 島崎楓[10]
- B面女子（日语：B面女子）（2020年4月4日，東海電視台・富士電視系）：主演 [11]
- 必殺仕事人2020（日语：必殺仕事人2020）（2020年6月28日，朝日電視台）：飾演
- 大江戶妖怪物語（日语：大江戸もののけ物語）（2020年7月17日－8月14日，NHK BS Premium）：飾演 貓又[12]
- 竹內涼真的攝休（日语：竹内涼真の撮休） 第8集（2020年12月26日，WOWOW）：飾演  佐伯美保[13]
- 悲熊2 第2集、最後一集（2021年12月14日和22日，NHK綜合） ：飾演 庫曼娜[14]
- 名偵探Stay Homes（2022年4月3日、4月10日，日本電視台）：飾演 星野智子
- 難破MG5（2022年4月13日－6月22日，富士電視台）：飾演 藤田深雪（女主角）
- 讚美的人和被讚美的人（2023年6月12日－8月3日，NHK）：主演 市川詠子
- 大奧（2024年1月18日－3月28日，富士電視台）：飾演
- 那些照亮城市風景的人（2024年4月27日－6月29日，日本電視台）：飾演 竹野彩
- 放課後的病歷表（2024年10月12日－12月21日，日本電視台）：飾演 篠谷陽子（女主角）
- Stingers 警視廳誘餌搜查驗證室（2025年7月22日－，富士電視台）：主演 二階堂民子

### 電影
- Love ToRAIN（2012年2月10日）：主演 [15]
- 轉校生（2012年10月）：主演 川野容子
- 私處（日语：スクールガール・コンプレックス〜放送部篇〜）（2013年8月17日，SDP）：主演 [16]
- 渴望。（2014年6月27日，GAGA（日语：ギャガ））：飾演 長野智子
- 人狼遊戲 野獸陣營（2014年8月30日，AMGエンタテインメント）：飾演 宗像美海
- 零〜Zero〜（2014年9月26日，KADOKAWA）：飾演
- チョコリエッタ（日语：チョコリエッタ）（2015年1月17日，太秦）：主演 宮永知世子
- おんなのこきらい（日语：おんなのこきらい）（2015年2月14日，SPOTTED PRODUCTIONS）：主演 和泉桐子（キリコ）
- 通學系列（日语：通学シリーズ#実写映画）：飾演 一条佑紀
  - 通學電車（2015年11月7日，PONY CANYON）
  - 通學途中（2015年11月21日，PONY CANYON），主演
- 地獄哪有那麼HIGH（2016年6月25日，東寶、Asmik Ace）：主演
- 金牌男子（日语：金メダル男）（2016年10月22日，ショウゲート）：飾演 篠宮亞紀
- A .I. love you（2016年12月10日，吉本興業 / KATSU-do）：主演 星野遙
- 花戰（日语：花戦さ）（2017年6月3日，東映）：主演 れん
- 戀愛與謊言（2017年10月14日，ショウゲート）：主演 仁坂葵
- 老師！我可以喜歡你嗎（2017年10月28日，華納）：飾演 千草恵
- 嘘八百（日语：嘘八百）（2018年1月5日，GAGA（日语：ギャガ））：主演 大原伊萬里
- 我很好（2018年2月16日，Kino Films（日语：キノフィルムズ） / 木下集團控股（日语：木下グループホールディングス））：飾演 田島神奈
- OVER DRIVE（日语：OVER DRIVE (映画)）（2018年6月1日，東寶）：主演 遠藤光
- 狂賭之淵（2019年5月3日，GAGA（日语：ギャガ））：飾演 早乙女芽亞里[17]
  - 狂賭之淵2：絕體絕命俄羅斯輪盤（2021年6月1日）[18][19]
- 令人耳朵腐爛的愛（日语：耳を腐らせるほどの愛）（2019年6月14日，HIGH BROW CINEMA）：主演 葉山瑠奈[20][21]
- 嘘八百 京都篇（日语：嘘八百）（2020年1月31日，GAGA）：飾演 大原伊萬里[22]
- 小次級戰爭 ～VilleVan!的逆襲～（日语：ヴィレヴァン!#映画）（2020年10月23日，Aeon娛樂） ：主演 小松リサ[23]
- 天外者（日语：天外者）（2020年12月11日，Giggly Box）：主演 遊女・[24]
- 破·界 短片集 第一季「櫻花、」（2021年9月17日，Aeon娛樂） ：女主角[25]
- 在大雪封閉的山莊裡（2024年1月，Happinet Phantom Studios）：麻倉雅美

### 配音
- 尋找小魔女DoReMi（2020年11月13日，東映）：主演 長瀨空[26]
- LUPIN THE IIIRD THE MOVIE 不死身的血族（2025年6月27日，TOHO NEXT） - 飾演 莎莉法[27]

### 舞台劇
- 羅密歐與茱麗葉（2018年11月 -）：飾演 茱麗葉

## 書籍

### 雑誌
- Seventeen（2010年8月号 - 2015年4月号、2018年8月号、集英社）

### 写真集
- 寝起き女子 girls in the morning（2018年1月27日、ワニブックス）[28]

## 外部連結
- 經紀公司個人介紹頁 （页面存档备份，存于） （日語）
- 森川葵的Instagram帳戶（日語）
- 森川葵的X（前Twitter）（日語）
- YouTube上的森川葵頻道  （日語）